# Caroline de Valory
Caroline de Valory née Anne Caroline Trochon à Paris le 4 avril 1789 et morte à Châteaurenard (Bouches-du-Rhône) le 15 janvier 1875 est une artiste peintre, graveuse et dramaturge française.

## Biographie
Caroline Trochon est élève de Jean-Baptiste Greuze et épouse le comte Henri-Zozime de Valori, connu pour sa documentation sur l'ordre de Saint-Jean (il est chevalier de l'ordre) et son histoire militaire d'Henri IV. Son mari a illustré ses ouvrages de gravures probablement de la main de son épouse. Caroline de Valory écrit également des pièces de théâtre et est connue pour Céline de Saint-Albe et Lisady de Rainville (3 volumes, 1814). Elle travaille avec l'écrivain dramaturge Alexandre Louis Bertrand Robineau, dit Abbé Robineau puis simplement Beaunoir, notamment sur L'Accordée de village, une comédie en un acte autour des 6 tableaux moralisateurs de son ancien professeur Greuze présentés au Salon de Paris en 1761. L’estampe L'Accordée de Village, étant devenue très populaire, elle donne son nom à la pièce.

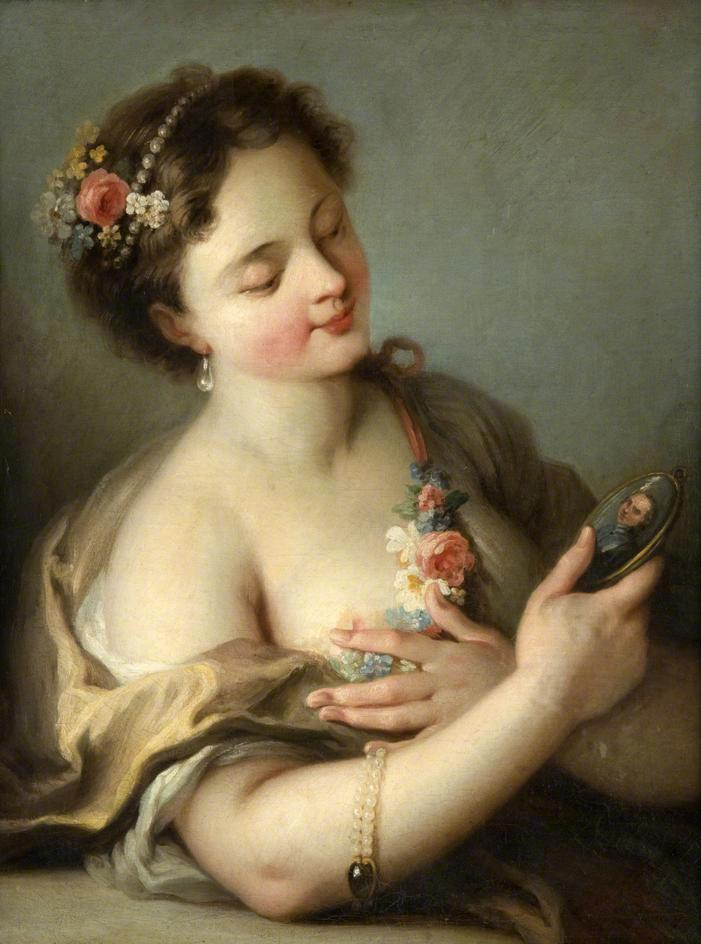
La Miniature, Glasgow, Kelvingrove Art Gallery and Museum.

Sa peinture La Miniature, conservée au Kelvingrove Art Gallery and Museum de Glasgow, est incluse dans l’ouvrage de 1905 Women Painters of the World,,.